# Мусса Даді Камара
Мусса Даді Камара (фр. Moussa Dadis Camara; нар. 1964) — гвінейський військовий і державний діяч, президент країни з грудня 2008 до грудня 2009 року.

## Життєпис
Народився 1964 року в селі Куре (Koure) префектури Лола на південному сході Гвінеї (Лісова Гвінея) в селянській родині невеликої народності герзе (Guerzés). Його дід був старостою села Кулі Якета за 40 кілометрів від міста Нзерекоре. За віросповіданням — християнин, незважаючи на те, що понад 85% населення країни складають мусульмани. Закінчив середню школу у Нзерекоре. Вивчав юриспруденцію та економіку в Університеті «Абдель Насер» в Конакрі, потім в Університеті Конакрі отримав диплом з економіки.
1990 вступив до лав гвінейської армії. 2004 року проходив 18-місячну перепідготовку в Німеччині, після чого отримав звання капітана. Служив у повітряно-десантному батальйоні у таборі Альфа Я-йа Діалло. 2007 брав участь у виступах військовиків, яким не виплачували зарплатню. Також був учасником виступів військовиків у травні 2008. Набув відомості конфлікт Мусси Даді Камари з начальником генерального штабу бригадним генералом Діарра Камарою, який міг перерости у розправу над капітаном. У листопаді 2008 року його було призначено членом кабінету міністра оборони, відповідальним за постачання пального для армії. Згодом він стверджував, що президент Лансана Конте, який йому сприяв, бажав таким призначенням урятувати йому життя й відмовився того дня підписувати документи про призначення, якщо в них не буде імені капітана. Після смерті Конте Даді Камара очолив виступи військовиків проти уряду.

### Прихід до влади
22 грудня 2008 року несподівано помер президент Гвінейської Республіки Лансана Конте.
23 грудня о 07.00 ранку Мусса Даді Камара виступив на телебаченні та оголосив про створення Національної ради за демократію та розвиток (НРДР) (фр. Conseil national pour la démocratie et le développement, CNDD), про розпуск уряду та призупинення дії Конституції. Він заявив, що переворот спричинений глибоким відчаєм, що охопив країну через злидні та корупцію. До складу Ради увійшли 26 військовиків і 6 цивільних осіб.
24 грудня на радіо з'явилось повідомлення про призначення Мусси Даді Камари президентом Республіки, після чого він, оточений військами та цивільними прибічниками, тріумфально проїхав вулицями столиці. Того ж дня він заявив, що НРДР залишиться при владі до грудня 2010, коли відбудусться вільні президентські вибори.
25 грудня прем'єр-міністр Ахмед Тідіане Суаре та члени його уряду заявили про лояльність до нового президента. Сам Мусса Даді Камара виступив на радіо та заявив, що він не планує балотуватись на пост президента 2010 року.
27 грудня він зустрівся з представниками політичних партій та громадськими діячами і заявив, що призначить цивільного прем'єр-міністра з усіма конституційними правами. Президент зажадав, щоб політичні партії представили свої проекти суспільних реформ, перш ніж звинувачувати владу в установленні диктатури.

### Правління
28 грудня 2008 року президент відправив у відставку за віком 28 генералів та призначив нових керівників силових міністерств.
29 грудня Мусса Даді Камара оголосив про ревізію великих акціонерних товариств і підприємств.
30 грудня ордонансом Президента Республіки новим прем'єр-міністром був призначений економіст Кабіне Комара, який 2007 року висувався на цей пост профспілками. Того ж дня, разом із членами НРДР, Мусса Даді Камара зустрівся з дипломатичним корпусом та представниками міжнародних організацій у Гвінеї. Він пояснив причини перевороту 23 грудня й висловив жаль з приводу його засудження міжнародною громадськістю. Президент відкинув вимоги посла Франції щодо проведення виборів уже 2009. Він закликав допомогти Гвінеї в її розвитку.
3 січня 2009 року за звинуваченням в організації змови були заарештовані генерал Діарра Камара, віце-адмірал Алі Даффе й контр-адмірал Фассіріман Траоре. Однак уже 9 січня їх було звільнено. В ув'язненні залишились 13 військових і 3 цивільних особи.
3 грудня 2009 року на Камару було скоєно замах, у результаті якого його було поранено. Камара переїхав з Гвінеї до Марокко, де перебував у шпиталі міста Рабат під посиленою охороною. За повідомленнями офіційних осіб гвінейського уряду, Муса Даді зазнав вогнепального поранення у голову. Політична ситуація у Конакрі залишалась нестабільною, внутрішньокланова боротьба у середовищі військового керівництва продовжувала загострюватись.
У січні 2010, перебуваючи за межами країни, виступив із заявою, в якій пообіцяв не повертатись до Гвінеї, підтримав якнайшвидше повернення країни до цивільного правління та погодився з призначенням на посаду прем'єр-міністра лідера опозиції Жана-Марі Доре. Однак у вересні 2022 року він приїхав до Гвінеї спеціально щоб постати перед судом .
4 листопада 2023 року був визволений з в'язниці озброєними людьми, але пізніше повернувся до в'язниці і знову перебуває у своїй камері. Адвокат  Камари повідомив, що колишнього диктатора "схопили проти його волі", та що він сам ніколи не спробував би втекти, оскільки "довіряє судовій системі Гвінеї".
31 липня 2024 року Мусса Дадіс Камара був визнаний винним у «злочинах проти людяності» під час масових вбивств, що сталися у 2009 році, і був засуджений до двадцяти років ув’язнення.